# Синтия Идън
Синди Русос (на английски: Cindy Roussos) е американска писателка на бестселъри в жанра фентъзи, паранормален любовен роман, романтичен съспенс и еротичен любовен роман. Пише под псевдонима Синтия Идън (Cynthia Eden).

## Биография и творчество
Синди Бек Русос е родена в Алабама, САЩ. Завършва с отличие и бакалавърска степен социология и връзки с обществеността в Университета в Южна Алабама. В университета е журналист към студентския вестник. След дипломирането си опитва да пише, и за да се издържа, работи като консултант в колеж, учител и редактор.
Първият ѝ роман „The Better to Bite“ от поредицата „ИмаЖин“ е публикуван през 2005 г. След успеха на книгата тя напуска работата си и се посвещава на писателската си кариера.
Авторка е на над 80 романа и новели. За три от романите си е номинирана за наградата „РИТА“.
Синди Русос живее със семейството си в Спаниш Форт, Алабама. Обича да релаксира като рисува с приятели.

## Произведения
частична библиография

### Самостоятелни романи
- The Better to Bite (2013)
- Until Death (2015)
- The Spy Who Came For Christmas (2016) – издаден и като „Christmas With A Spy“
- First Taste of Darkness (2014)
- Femme Fatale (2016)
- Forbidden Bite (2017)

### Серия „ИмаЖин“ (ImaJinn)
1. The Vampire's Kiss (2005)
2. The Wizard's Spell (2006)

### Серия „Полунощ“ (Midnight)
1. Hotter After Midnight (2008)
Горещо след полунощ, изд.: „Еклиптик“, София (2014), прев. Сия Монева
2. Midnight Sins (2008)
Полунощни грехове, изд.: „Еклиптик“, София (2015), прев. Сия Монева
3. Midnight's Master (2009)
Полунощен повелител, изд.: „Еклиптик“, София (2016), прев. Сия Монева

### Серия „Нощна стража“ (Night Watch)
1. Immortal Danger (2009)
2. Eternal Hunter (2010)
3. I'll Be Slaying You (2010)
4. Eternal Flame (2010)
5. Never Cry Wolf (2011)

### Серия „Смъртоносен“ (Deadly)
1. Deadly Fear (2010)
2. Deadly Heat (2011)
3. Deadly Lies (2011)

### Серия „Кръв“ (Bound)
1. Bound By Blood (2011)
Обвързани с кръв, фен-превод
2. Bound In Darkness (2011)
Обвързани с мрак, фен-превод
3. Bound In Sin (2012)
Обвързани с грях, фен-превод
4. Bound By The Night (2012)
5. Bound In Death (2013)

### Серия „Тъмно обсебване“ (Dark Obsession)
1. Watch Me (2014)
2. Want Me (2015)
3. Need Me (2015)
4. Beware Of Me (2015)

### Серия „Кръв и лунна светлина“ (Blood and Moonlight)
1. Bite The Dust (2015)
2. Better Off Undead (2016)
3. Bitter Blood (2016)

### Новели
- A Bit of Bite (2013)
- A Vampire's Christmas Carol (2013)

### Сборници
- The Naughty List (2010) – със Сюзън Фокс и Дона Кауфман

### Разкази
- Wicked Ways (2008)
- In the Dark (2009)
- Wed or Dead (2012)
- A Vampire's Christmas Carol (2013)
- Femme Fatale (2015)